# Sphaeronectes gamulini
Sphaeronectes gamulini is een hydroïdpoliep uit de familie Sphaeronectidae. De poliep komt uit het geslacht Sphaeronectes. Sphaeronectes gamulini werd in 1968 voor het eerst wetenschappelijk beschreven door Carré. 